# أبيولا أوديجيدي
أبيولا أوديجيدي هي أستاذة متقاعدة في مجال الاتصال وفنون اللغة في جامعة إبادان. كانت سابقًا نائبة لرئيس الجامعة وكانت أول امرأة تتولى هذا المنصب في الجامعة التي تأسست منذ 58 عامًا.